# Jonas Urbig
Jonas Kurt Urbig (* 8. August 2003 in Euskirchen) ist ein deutscher Fußballtorwart. Er steht beim FC Bayern München unter Vertrag.

## Karriere

### Verein
Nach seinen Anfängen in der Jugend bei den SF Wüschheim-Büllesheim, Eintracht Lommersum und der 1. Jugend-Fußball-Schule Köln wechselte er im Sommer 2012 in die Jugendabteilung des 1. FC Köln. Für seinen Verein bestritt er 22 Spiele in der B-Junioren-Bundesliga und zehn Spiele in der A-Junioren-Bundesliga. Mit seinem Verein wurde er 2019 deutscher B-Jugend-Meister. Im Sommer 2021 wurde er in den Kader der 2. Mannschaft in der Regionalliga West aufgenommen, kam aber auch zu 13 Spieltagskadernominierungen in der Bundesliga, ohne dort eingesetzt zu werden.
Anfang Januar 2023 wurde er zum Zweitligisten SSV Jahn Regensburg verliehen und kam dort auch zu seinem ersten Einsatz im Profibereich, als er am 28. Januar 2023, dem 18. Spieltag, bei der 0:2-Auswärtsniederlage gegen den SV Darmstadt 98 in der Startformation stand. Er wurde sofort Stammspieler beim Jahn und stand bei allen Spielen bis zum Ende der Saison 2022/23 im Tor.
Im Sommer 2023 wechselte er leihweise zum Zweitligisten SpVgg Greuther Fürth. Er bestritt alle 34 Saisonspiele in der 2. Bundesliga für die Kleeblättler. Im Sommer 2024 stand er nach Ende der Leihe zunächst noch beim 1. FC Köln im Tor. Hier wurde er im Lauf der Saison von Marvin Schwäbe abgelöst, da dessen Verkauf scheiterte und Schwäbe besser zu den Aufstiegsambitionen des Vereins passte. 
Nach erfolgreichen Verhandlungen wechselte er zu Beginn der Rückrunde der Saison 2024/25 im Januar 2025 für 7 Millionen Euro zum FC Bayern München. Sein Debüt für den FC Bayern bestritt er am 5. März 2025 im Champions League Achtelfinal-Hinspiel gegen Bayer 04 Leverkusen. Er wurde in der 58. Minute beim Stand von 2:0 für den verletzten Manuel Neuer eingewechselt, Bayern gewann 3:0. Auch im Rückspiel in Leverkusen stand Urbig diesmal von Anfang an im Tor und blieb im Gegensatz zu den im gleichen Zeitraum stattfindenden Bundesligaspielen 90 Minuten ohne Gegentreffer. Urbig wurde mit den Bayern Deutscher Meister und da sein ehemaliger Verein 1. FC Köln Zweitligameister wurde, erreichte Urbig den kuriosen und erst zweimal zuvor von einem Spieler erreichten Titel des „Doppelmeisters“.

### Nationalmannschaft
Urbig hütete in der U17, U18, U19, U20 und U21 des DFB in insgesamt 22 Spielen ein deutsches Auswahltor.

## Titel
1. FC Köln
- Deutscher Zweitligameister: 2025
- Deutscher B-Junioren-Meister: 2019
- Meister der B-Junioren-Bundesliga West: 2020

FC Bayern München
- Deutscher Meister: 2025